# Lenny Breau
Lenny Breau (* 5. August 1941 in Auburn (Maine) als Leonard Harold Breau; † 12. August 1984 in Los Angeles) war ein kanadischer Gitarrist des Modern Jazz.

## Leben und Wirken
Breau stammt aus einer musikalischen Familie; seine frankophonen Eltern waren als Countrymusiker aktiv. Zwölfjährig begann er seine Karriere in der Band seiner Eltern in Kanada. Nach Unterrichtung durch Bob Erlendson gründete er 1962 mit Don Francks und Eon Henstridge das Jazztrio Three, das von Toronto aus operierte und im Village Vanguard ein Album einspielte. Breau war dann als Studiomusiker für die CBC tätig und hatte seine eigene Lenny Breau Show im kanadischen Fernsehen. Auf Initiative von Chet Atkins nahm Breau 1968 ein Studioalbum für RCA mit Bassgitarrist Ron Halldorson und Drummer Reg Kellin auf, dem 1969 ein Live-Mitschnitt aus Shelly's Manne Hole folgte.
Die nächsten Jahre arbeitete er wieder in Kanada mit seinem eigenen Trio, begleitete aber auch Musiker wie Moe Koffman, Jimmy Dale, Beverly Glenn-Copeland oder Anne Murray. Auch spielte er Solokonzerte. Ab 1974 spielte er vermehrt in den Vereinigten Staaten, wo er mit dem eigenen Trio und mit Buddy Emmons, Chet Atkins, Phil Upchurch und Buddy Spichersich arbeitete und sich 1981 dauerhaft in Los Angeles niederließ. Seine Karriere wurde zeitweise von Drogenproblemen überschattet.
Breau schrieb spieltechnische Abhandlungen für das Magazin Guitar Player; gemeinsam mit John Knowles verfasste er das Lehrbuch Lenny Breau Fingerstyle Jazz. Er ist vor allem wegen seiner ausgefallenen Griffe und Fingersätze und seines eklektischen Stils in Erinnerung geblieben: Dem Jazz Rough Guide zufolge transferierte er auf die Gitarre „eine klavierähnliche Spielweise, indem er mittels klassische Grifftechnik wundervolle Begleitakkorde zu seinen improvisierten Linien erzeugte. Gleichzeitig verwendete er auch einiges von Bill Evans und McCoy Tyner, und seine musikalische Neugierde dehnte sich auf weitere Felder bis hin zum Flamenco aus.“
Breau wurde 1984 in seinem Swimmingpool tot aufgefunden, die Umstände seines Todes konnten nicht geklärt werden. 1997 wurde er postum mit der Aufnahme in die Canadian Music Hall of Fame geehrt. Seine Tochter Emily Hughes produzierte 1999 den Dokumentarfilm The Genius Of Lenny Breau.

## Lexigraphische Einträge
- Ian Carr, Digby Fairweather, Brian Priestley: Rough Guide Jazz. Der ultimative Führer zur Jazzmusik. 1700 Künstler und Bands von den Anfängen bis heute. Metzler, Stuttgart/Weimar 1999, ISBN 3-476-01584-X.
- The Canadian Pop Encyclopedia (mit Diskographie)
- Lenny Breau. In:  Encyclopedia of Music in Canada. herausgegeben von The Canadian Encyclopedia (englisch, französisch).

## Veröffentlichungen
- Ron Forbes-Roberts: One long tune: The life and music of Lenny Breau. Univ. of Texas Press, 2006, ISBN 978-1-57441-230-7.
- John Knowles: Lenny Breau Fingerstyle Jazz. Mel Bay Publ., 1997, ISBN 978-0-7866-2956-5.